# Cant of a Bule
Cant of a Bule (mai rar Cant of a Blue) reprezintă denumirea sub care a fost cunoscut albumul belgian piratat după Cantofabule (1975) al formației Phoenix. A fost editat pe suport CD de către casa de producție Fanny în anul 1993.

## Prezentare
Piesele sunt înregistrate direct de pe vinil, calitatea sunetului fiind deplorabilă pentru standardele obișnuite. Coperta reprezintă creația din 1975 a lui Lili și Valeriu Sepi, imprimată într-o nuanță roșiatică, de pe care a fost șters numele Electrecordului și a fost pus cel al noii case de producție. Denumirea ciudată a albumului provine din încercarea de a citi stâlcit „Cantofabule”, astfel încât să iasă un titlu relativ inteligibil în limba engleză. Nicolae Covaci, liderul formației Phoenix, a scos, trei ani mai târziu, albumul Cantafabule – Bestiar, remasterizat după vechile viniluri. Această ediție pirat este ultima pe care mai apare denumirea greșită de „Cantofabule”.

## Piese
1. Invocație
2. Norocul inorogului
3. Scara scarabeului
4. Delfinul, dulce dulful nostru
5. Uciderea balaurului
6. Știma casei
7. Pasărea calandrinon
8. Filip și cerbul
9. Vasiliscul și Aspida
10. Sirena
11. Pasărea Roc...k and Roll
12. Cîntic-lu a cucuveauă-liei
13. Zoomahia
14. Phoenix

Muzică: Nicolae Covaci, Josef Kappl, Mircea Baniciu (1); Nicolae Covaci (2, 3, 4, 6, 12, 14); Josef Kappl (5, 7, 8, 9, 10, 11); Nicolae Covaci, Günther Reininger, Josef Kappl (13)

Versuri: Șerban Foarță și Andrei Ujică
Observație: Deși pe coperta albumului textele tuturor melodiilor sunt atribuite tandemului Foarță/Ujică, în realitate piesa „Norocul inorogului” (2) este pe versuri de Philippe de Thaon, Șerban Foarță și Andrei Ujică, piesa „Cîntic-lu a cucuveauă-liei” (12) are versuri populare macedoromâne, iar textul piesei „Zoomahia” (13) aparține doar lui Șerban Foarță.

## Componența formației
- Nicolae Covaci – chitară solo, voce, chitară acustică, double-six, blockflöte
- Iosif Kappl – chitară bas, voce, vioară, blockflöte
- Mircea Baniciu – solist vocal, chitară acustică
- Günther Reininger – pian, pian electric, synthesizer, celestă, orgă electronică
- Ovidiu Lipan – baterie, bongos, timpane, gong, clopote, tamburină

Recită: Florian Pittiș (la piesa 1).